# Westliche Seespitze
La Westliche Seespitze est une montagne qui s’élève à 3 354 m d’altitude dans les Alpes de Stubai, en Autriche.